# Ле-Пуаза
Ле-Пуаза́ (фр. Le Poizat) — коммуна во Франции, находится в регионе Рона — Альпы. Департамент — Эн. Входит в состав кантона Нантюа. Округ коммуны — Нантюа.
Код INSEE коммуны — 01300.

## География
Коммуна расположена приблизительно в 400 км к юго-востоку от Парижа, в 80 км северо-восточнее Лиона, в 37 км к востоку от Бурк-ан-Бреса.

## Климат
Климат полуконтинентальный с холодной зимой и тёплым летом. Дожди бывают нечасто, в основном летом.

## Население
Население коммуны на 2010 год составляло 422 человека.
| 1962 | 1968 | 1975 | 1982 | 1990 | 1999 | 2010 |
| ---- | ---- | ---- | ---- | ---- | ---- | ---- |
| 270  | 232  | 223  | 210  | 270  | 321  | 422  |

## Администрация
| Период | Период | Фамилия        | Партия | Примечания |
| ------ | ------ | -------------- | ------ | ---------- |
| 1995   | 2001   | Мари-Клод Роше |        |            |
| 2001   | 2005   | Робер Моретти  |        |            |
| 2005   | 2014   | Реймон Пупон   |        |            |
| 2014   | 2020   | Ивон Юивар     |        |            |

## Экономика

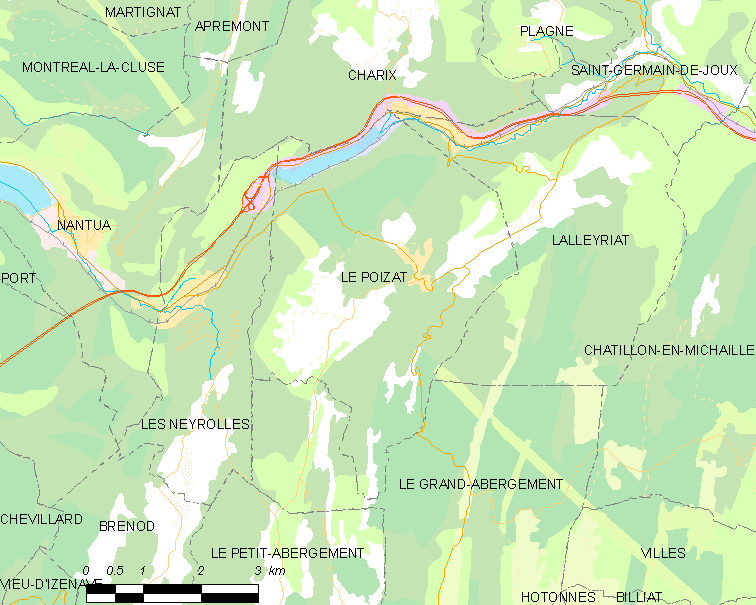
Карта коммуны

В 2010 году среди 268 человек трудоспособного возраста (15—64 лет) 219 были экономически активными, 49 — неактивными (показатель активности — 81,7 %, в 1999 году было 71,9 %). Из 219 активных жителей работали 209 человек (120 мужчин и 89 женщин), безработных было 10 (3 мужчин и 7 женщин). Среди 49 неактивных 15 человек были учениками или студентами, 21 — пенсионерами, 13 были неактивными по другим причинам.